# Брезова Ребер-при-Двору
Брезова Ребер-при-Двору (словен. Brezova Reber pri Dvoru) — поселення в общині Жужемберк, регіон Південно-Східна Словенія, Словенія. Висота над рівнем моря: 428,1 м.